# 福爾瑟姆 (新墨西哥州)
福爾瑟姆（英語：Folsom）是位於美國新墨西哥州尤寧縣的村。

## 人口
根據2020年美國人口普查的數據，福爾瑟姆的面積為1.69平方千米，皆為陸地。當地共有人口51人，而人口密度為每平方千米30人。